# Panzer IX e Panzer X

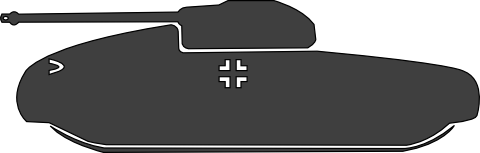
Pz Kpfw IX, vista de lado, com base no desenho revista Signal.

Os tanques super-pesados Panzerkampfwagen IX e Panzerkampfwagen X foram desenhos conceituais em uma edição da revista militar alemã Signal da Segunda Guerra Mundial. Os desenhos não foram baseadas em projetos reais, foram apenas impressos para enganar a inteligência aliada.